# Freeway 1 (Iran)

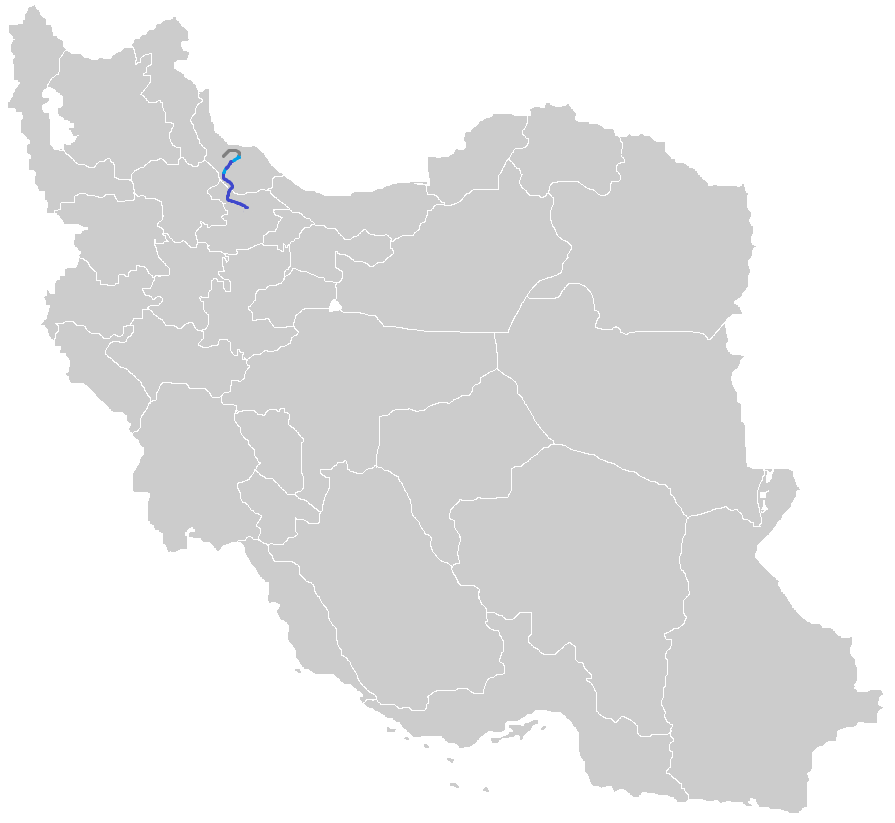

De Freeway 1 (Farsi: آزادراه ۱ (ایران)) is een autosnelweg in Iran. De snelweg is 138 kilometer lang en verbindt Freeway 2 (Qazvin) met Rasht. De autosnelweg is deel van de AH8.
Freeway 1 ·
Freeway 2 ·
Freeway 3 ·
Freeway 5 ·
Freeway 6 ·
Freeway 7 ·
Freeway 9 ·
Freeway 16 ·
Freeway 51